# پایان‌شناسی در زیست‌شناسی

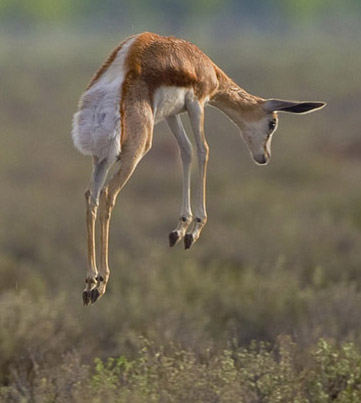
"رفتار با هدف": یک جوان غزال جهنده که در حال جهیدن است. یک زیست‌شناس ممکن است استدلال کند که این کارکرد سیگنال دادن به شکارچیان ، کمک به بقای غزال جهنده و اجازه تولیدمثل به آن را دارد.

پایان‌شناسی در زیست‌شناسی Teleology in biology استفاده از زبان هدف‌محوری در گزارش‌های سازگاری فرگشتی است که برخی زیست‌شناسان و فیلسوفان علم آن را مشکل‌ساز می‌دانند. اصطلاح تلهئونومی نیز مطرح شده است. پیش از داروین ، جانداران موجود در نظر گرفته می‌شدند زیرا خدا آنها را طراحی کرده و آفریده بود. ویژگی‌های آنها مانند چشم‌ها توسط الهیات طبیعی به گونه‌ای ساخته شده است که به آنها توانایی می‌دهد تا وظایف خود مانند دیدن را انجام دهند. زیست‌شناسان فرگشتی اغلب از فرمول‌های غایت‌شناختی مشابهی استفاده می‌کنند که هدف را فرامی‌خوانند، اما اینها به جای هدف‌های واقعی، چه آگاهانه و چه ناآگاهانه، دلالت بر انتخاب طبیعی دارند. زیست‌شناسان و اندیشمندان دینی معتقد بودند که تکامل خود به نوعی هدف‌دار (فرگشت هدفمند) بوده و در نسخه‌های زندگی‌باوری ، توسط نیروی زندگی هدفمند هدایت می‌شود. با فرگشت توسط انتخاب طبیعی که بر روی تغییرهای ارثی عمل می‌کند، استفاده از پایان‌شناسی در زیست‌شناسی انتقادهایی را به خود جلب کرده است و تلاش شده است تا به دانش‌آموزان آموزش داده شود که از زبان پایان‌شناسی پرهیز کنند.الگو:Philosophy of biology
1. 1 2  "Teleological Notions in Biology". Stanford Encyclopedia of Philosophy. 18 May 2003. Retrieved 28 July 2016.
2. ↑  Caro, Tim M. (1986). "The functions of stotting in Thomson's gazelles: Some tests of the predictions". Animal Behaviour. 34 (3): 663–684. doi:10.1016/S0003-3472(86)80052-5.